# Mk 50型魚雷
Mk 50型魚雷是一種美國海軍作對付反快速、深潛潛水艇之用的進階輕量魚雷。Mk 50可以從所有反潛艇飛機和戰艦船面的魚雷管發射。Mk 50計劃用於替代Mk 46型魚雷，及其在艦隊中輕量魚雷的角色。Mk 46型魚雷計劃將會被Mk 54型魚雷取代。

## 深潛技術
Mk 50型魚霤的儲存式化學能推進系統利用一小罐六氟化硫氣體，噴灑在一大塊固態鋰上，這產生極大量的熱，繼而產生大量蒸汽。蒸汽在封閉的朗肯循環中推進魚雷，為噴水推進器提供能量。這推進系統的燃料產物︰硫和氟化鋰在深水下提供十分重要的性能優點，硫和氟化鋰(燃料產物)較反應物佔更小的體積，因此，魚雷在接近深潛潛艇時並不需要把燃料產物排出，以抵抗不斷上升的水壓。

## Mk 50型魚雷的參數
- 主要功能︰空射和船射輕量魚雷[1][3]
- 生產商︰西屋電氣，阿連特科技系統公司[3]
- 長度︰9.5尺(2.9 m)[3]
- 重量︰約為800磅(360 kg)[3]
- 直徑︰12.75寸(324 mm)[3]
- 速度︰>40節(74 km/h)[3]
- 供能設備︰儲存式化學能推進系統[1]
- 推進方式︰泵射式
- 制導系統︰主動或主動/被動 聲音導向[1][3]
- 彈頭︰100磅(45 kg)高爆炸藥[1][3]